# Schlacht bei Avignon
Rio Guadalete – Toulouse – Covadonga – Tours und Poitiers – Avignon – Berre
Die Schlacht von Avignon fand 737 zwischen fränkischen Truppen unter der Führung von Karl Martell, mit Unterstützung der Langobarden, gegen die arabischen Truppen statt.
Die Araber hielten seit 734 die Stadt Avignon besetzt. Martell sandte 736 seinen Bruder Childebrand mit einem Heer nach Süden, um die Stadt zu belagern.
Die Schlacht war der Teil der Kampagne zwischen 736 und 737, während welcher Karl Martell zum zweiten Mal verhinderte, dass angreifende moslemische Armeen weitere Gebiete diesseits der Pyrenäen eroberten. Im Gegensatz zur Invasion zwischen 732 und 733 kamen die Araber diesmal über das Meer.

## Die Schlacht
Martell erschien 737 mit langobardischen Verstärkung für seinen Bruder vor der Stadt. Mit Hilfe von Sturmleitern, Rammböcken und heftigen frontalen Angriffen der fränkischen Infanterie gelang es den Franken, in die Stadt einzudringen. 
Nach der Erstürmung von Avignon wurde die Stadt bis auf die Grundmauern niedergebrannt. 
Die fränkische Armee überquerte die Rhone und drang nach Septimanien ein, um die Stadt Narbonne zu belagern.